# Can Ximelis
Can Ximelis és una obra de Isona i Conca Dellà (Pallars Jussà) inclosa a l'Inventari del Patrimoni Arquitectònic de Catalunya.

## Descripció
Habitatge unifamiliar de planta aixa, pis i golfa. Era una casa pairal que avui es partida en dues vivendes, en una de les quals s'ha pintat i arreglat. Façana correcte i simètrica amb portal adovellat formant un passadís. Llindes de pedra, remat amb ràfec i arc de mig punt, i teula àrab.